# Alfredo Layne
Alfredo Layne (ur. 9 października 1959 w Panamie, zm. 25 czerwca 1999) – panamski bokser, były mistrz świata WBA w wadze super piórkowej.

## Kariera zawodowa
Jako zawodowiec zadebiutował 29 marca 1981 roku, przegrywając niejednogłośnie na punkty z rodakiem Alexandrem Sanchezem. Do końca 1985 roku stoczył jeszcze 18 walk z mniej znanymi rywalami, z których trzynaście wygrał, cztery przegrał i jedna walka została uznana za nieodbytą.
24 maja 1986 roku, niespodziewanie otrzymał szansę walki o pas WBA. Jego rywalem był legendarny Wilfredo Gómez, który był już mistrzem w kategorii super koguciej i piórkowej. Początkowo to Gómez dominował w ringu, jednak od 8 rundy Layne przejął inicjatywę i posłał na deski Portorykańczyka, którego wyratował gong. W 9 rundzie "Preciso" ruszył do ataku i znokautował mistrza. Tytuł stracił w 1 obronie, przegrywając przez TKO w 10 starciu z Brianem Mitchellem, walka została przerwana automatycznie, według zasady 3 nokdaunów.
Po porażce z Mitchellem, Layne stoczył jeszcze 7 pojedynków z których wygrał zaledwie raz, ulegając m.in.: Pernellowi Withakerowi na punkty. Karierę zakończył w 1988 roku, po porażce z Rafaelem Williamsem.
25 czerwca 1999 roku w wieku 39 lat został zamordowany.